# 尧斯丹
尧斯丹（1962年6月—），男，藏族，四川金川人。中国共产党党员，中华人民共和国政治人物。阿坝师范高等专科学校中文系毕业，中共四川省委党校行政管理专业研究生学历。曾任四川省人民政府副省长、四川省政协副主席。

## 生平
历任中共松潘县委副书记、县长，共青团阿坝州委书记、四川省委副书记、书记，中共甘孜州委副书记、州长、州委书记等职。2007年7月任中共四川省委统战部常务副部长。2017年9月任四川省人民政府副省长。2018年5月，不再兼任四川省林业厅党组书记、成员职务。2022年1月，当选为四川省政协副主席，2025年1月不再担任省政协副主席职务。